# Wegdistel
De wegdistel (Onopordum acanthium) behoort tot de composietenfamilie (Asteraceae). De soort komt voor in Centraal-Europa van Oekraïne tot Griekenland en in Centraal-Azië van Turkije tot in Afghanistan en Pakistan. De soort komt ook voor in Groot-Brittannië. In Nederland en België is de plant vrij zeldzaam.

## Naamgeving
De geslachtsnaam is afgeleid van de Griekse woorden onos (= ezel) en pordè (= (darm)wind). Volgens de oude Romeinse schrijver Plinius zou de plant bij de ezels winderigheid veroorzaken.

## Kenmerken
De planten tonen veel overeenkomsten met echte distels. Hij heeft platte, aan beide zijden viltig behaarde en gestekelde bladeren die een grijs/zilverige indruk geven. De stengel is stekelig gevleugeld. Wegdistel bloeit met 3,5-5,5 cm grote bloemkoppen die onder de bloempjes sterk zijn ingesnoerd en worden omgeven door puntige omwindselblaadjes. Deze paarse bloemen bloeien van juni tot eind augustus ze zijn rijk aan nectar en wordt bezocht door honingbijen en hommels. De vruchtjes zijn aan de top voorzien van vruchtpluis. Het is een tweejarige plant: in het eerste jaar vormen zich de wortel en het bladrozet; in het tweede jaar ontwikkelen zich de bloemen en vruchten. Deze plant kan tot drie meter hoog worden.

## Voorkomen
Wegdistel is een zogenoemde puinkegelplant. Een bekende groeiplaats zijn de afglijdende puinresten van kalkgroeven. Ook op stenige spoorwegtaluds is hij aan te treffen.
De in Nederland en België vrij zeldzame wegdistel komt daar voor op droge ruigtes die kalk- en stikstofrijk zijn. De soort is te vinden in de duinen, het rivierengebied en in het Nederlandse Zuid-Limburg. Als sierplant wordt een sterk grijs behaarde variant van de plant in tuinen gebruikt. Ze kan van daaruit gemakkelijk verwilderen, het is een bekende tuinvlieder. Ze wordt sinds 2017 tuinwegdistel genoemd, Onopordum × beckianum, en is vrij algemeen.

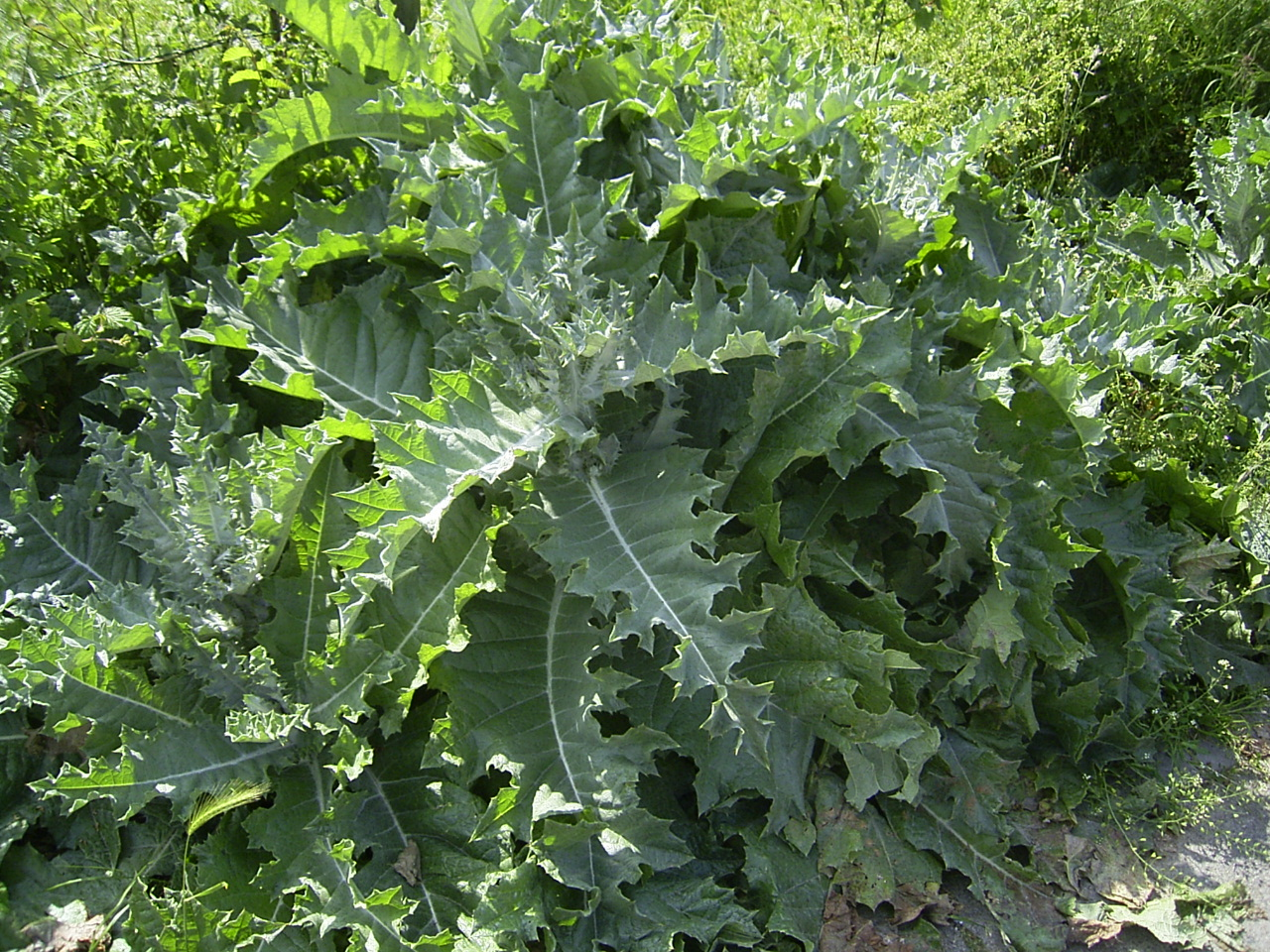
Rozet
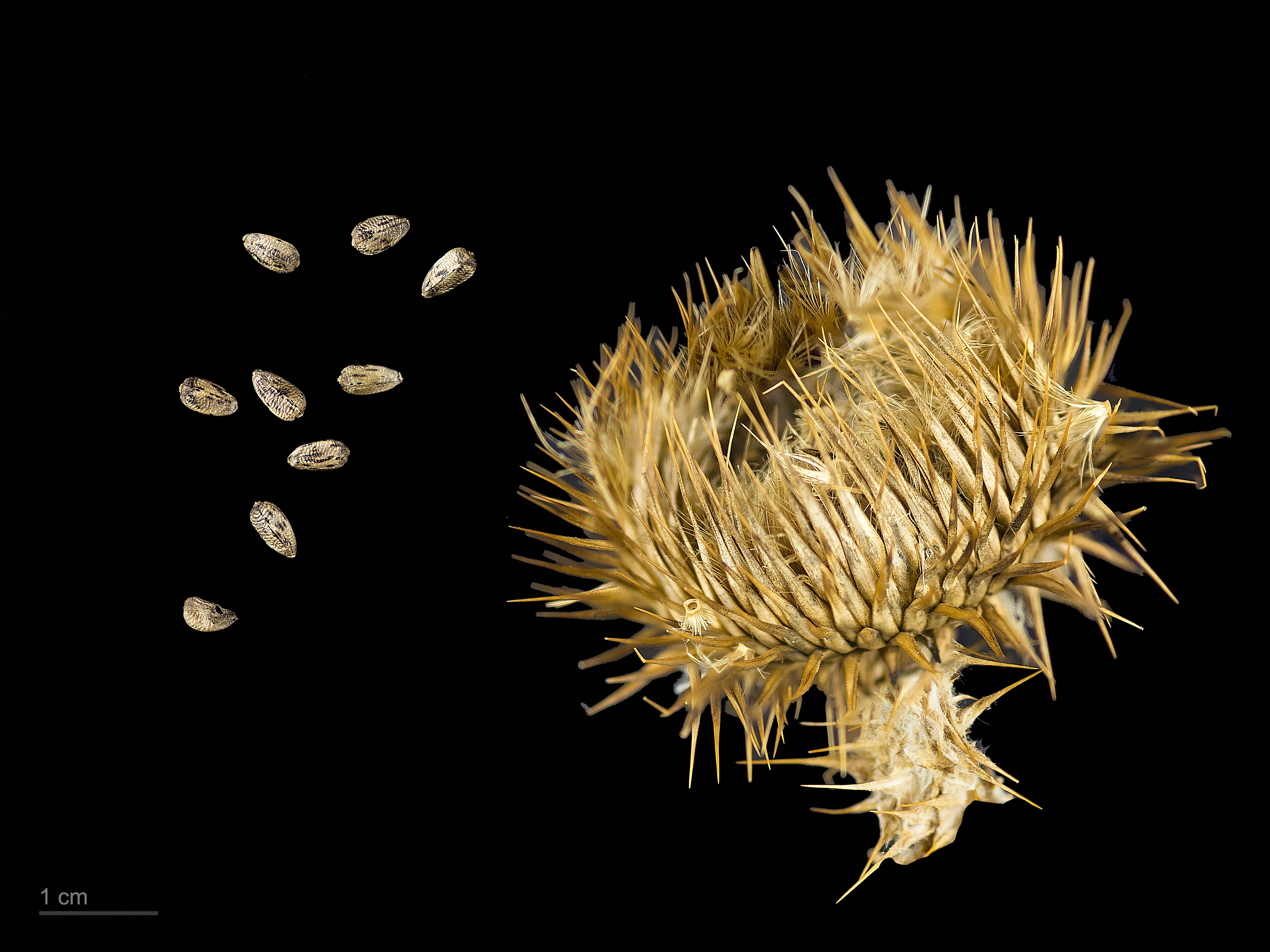
Vruchten en zaden

## Gebruik
De plant is rijk aan inuline en wordt ook wel gegeten. Uit de nootjes kan distelolie worden geperst. Sap van de plant werd medicinaal gebruikt.

## Heraldiek
In de heraldiek is sinds de middeleeuwen een op een distel lijkende plant het symbool van Schotland. Veel menen dat het gaat om de wegdistel, maar sommige biologen betwijfelen of deze soort in Schotland voorkwam in de middeleeuwen en dat het mogelijk gaat om de speerdistel (Cirsium vulgare).